# Tribunal Especial para a Serra Leoa
O Tribunal Especial para a Serra Leoa, também conhecido como o Tribunal Especial, é um órgão jurídico criado pelo governo da Serra Leoa e coordenado pela Organização das Nações Unidas para processar e condenar os responsáveis pelas graves violações aos direitos humanos e as leis internacionais ocorridos na Serra Leoa entre 30 de novembro de 1996 e a Guerra Civil da Serra Leoa. A língua de trabalho do tribunal é o Inglês. O tribunal está localizado em Freetown, capital da Serra Leoa. Em 26 de abril de 2012, o ex-presidente liberiano Charles Ghankay Taylor tornou-se o primeiro chefe de estado africano a ser condenado por sua participação em crimes de guerra.